# Edith Humphrey
Edith Ellen Humphrey (* 11. September 1875; † 25. Februar 1978) war eine britische anorganische Chemikerin, die unter Alfred Werner an der Universität Zürich bahnbrechende Arbeit in Koordinationschemie leistete. Sie gilt als die erste britische Frau, die einen Doktortitel in Chemie erworben hat.

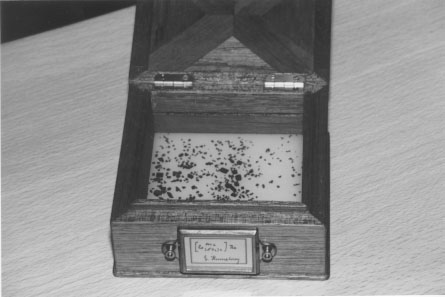
Eine Auswahl von Kristallen, die Edith Humprey um 1900 herstellte

Aus Anlass des 150. Jahrestages der Royal Society of Chemistry (RSC) am 8. April 1991 wurde ihr vom Swiss Committee of Chemistry eine Probe der Originalkristalle, die Humphrey für ihre Doktorarbeit synthetisiert hatte, zugeschickt, gemeinsam mit einem modernen CD-Spektrum einer Lösung eines Kristalls. Diese Kiste mit Kristallen wird dauerhaft im Ausstellungsraum der RSC gezeigt.

## Biografie

### Familie, Kindheit und Jugend
Edith Humphrey war das jüngste der sieben überlebenden Kinder von John Charles Humphrey (1833–1903), eines Beamten des Londoner Metropolitan Board of Works, und seiner Frau Louisa (geb. Frost, 1831–1910), einer Lehrerin. John Humphrey hatte das Leben in ärmlichen Verhältnissen begonnen, sein Vater war ein Schuhmacher, und er war ein großer Unterstützer von Bildung für seine Töchter ebenso wie seine Söhne. Edith wuchs in einem Mittelklasse-Haushalt in Kentish Town, London auf. Ihre beiden älteren Schwestern wurden Lehrer, und ihre Brüder, einschließlich Herbert Alfred Humphrey (1868–1951), der Erfinder der Humphrey-Pumpe, und William Humphrey (1863–1898), Leiter des Fourah Bay College in Freetown, Sierra Leone, waren Gebildete mit Master-Grad.
Humphrey besuchte die Camden School für Mädchen und danach, ab 1891, die North London Collegiate School, eine der ersten Schulen für Mädchen in Großbritannien, die Wissenschaft in den Lehrplan aufnahmen. Von 1893 bis 1897 studierte Humphrey Chemie (und Physik) am Bedford College in London mit einem Stipendium von £ 60 pro Jahr. Nachdem sie ihr Studium abgeschlossen hatte, bewarb sie sich an der Universität Zürich, um ihren Doktor zu machen.

### Forschung nach dem Studium
Am 17. Oktober 1898 schrieb Humphrey sich für Chemie an der Universität Zürich ein. Sie schloss sich einer wachsenden Schar von Alfred Werners Studenten an und arbeitete in den unzulänglichen Kellern, die als die „Katakomben“ bekannt waren. Humphrey wurde vom Technical Education Board des London County Council ein Stipendium über £60 pro Jahr für drei Jahre zugestanden, aber das Studieren in der Schweiz war teuer, und Humphrey war „knapp bei Kasse“. Werner erkannte Humphreys Können und stellte sie als seine Assistentin ein, mit Gehalt. Humphrey arbeitete hart und ihre Darstellung der Zeit legt nahe, dass sie das soziale Leben enttäuschen fand.
Humphrey war „die erste seiner Studenten, der es gelang, Werners erste neue Reihe cis-trans-isomerer Kobaltkomplexe anzusetzen, einer Stoffklasse, die entscheidend bei der Entwicklung und Beweisführung seiner Koordinationstheorie war“. „Welch ein Pech für Fräulein Humphrey, dass das zu der Zeit nicht erkannt wurde; denn sie wäre für einen eindeutigen Beweis der Stichhaltigkeit von Werners Koordinationstheorie und die darauf folgende Verleihung des Nobelpreises an ihn verantwortlich gewesen.“ Während eine spätere Studie die Qualität der Probe in Zweifel zog, bleibt Humphreys Status als Pionierin in der Wissenschaft von Bedeutung.
Ihre Doktorarbeit Über die Bindungsstelle der Metalle in ihren Verbindungen und über Dinitroäthylendiaminkobaltsalze wurde von der Universität Zürich 1901 angenommen. Humphrey war die erste britische Frau, die einen Doktor in Chemie erlangte, wenn auch nicht die erste in Zürich. Eine amerikanische Wissenschaftlerin, Rachel Holloway Lloyd, hatte dies schon 1887 getan, und es wurde zum „Hafen für Studentinnen aus ganz Europa“.
Bei Fertigstellung ihrer Doktorarbeit wurde Humphrey empfohlen, zur Universität Leipzig zu wechseln, um unter Wilhelm Ostwald weiterzuforschen. Die Haltung zu Frauen war jedoch völlig anders als in Zürich, und sie würde kein System tolerieren, in dem es ihr nicht erlaubt würde, in den Laboren zu arbeiten für den Fall, dass ihre Anwesenheit die Männer von ihrer Arbeit ablenken würde.

### Späteres Leben
Nach ihrer Rückkehr nach England schloss sich Humphrey den Mitarbeitern von Arthur Sanderson & Sons an, einem britischen Hersteller von Stoffen und Tapeten, für den sie als Entwicklungschemiker in deren Fabrik in Chiswick bis zum Ruhestand arbeitete. Zum Zeitpunkt der Volkszählung von 1911 lebte sie mit ihren zwei älteren Schwestern in Hampstead und gab als Beruf einfach „Chemiker“ an.
1904 war Humphrey eine von neunzehn (weiblichen) Chemikerinnen, die von der Chemical Society verlangten Frauen als Mitglieder aufzunehmen. Dem wurde schließlich 1919 stattgegeben, und Humphrey wurde daraufhin zum Mitglied gewählt.
Ein Interview mit Humphrey über ihre Erfahrungen in Zürich wurde am 11. September 1975, ihrem 100. Geburtstag, im New Scientist veröffentlicht.